# 비야디 C9
비야디 C9(영어: BYD C9)은 비야디 자동차에서 2015년부터 생산 중인 대형 버스 차종이다.

## 사진

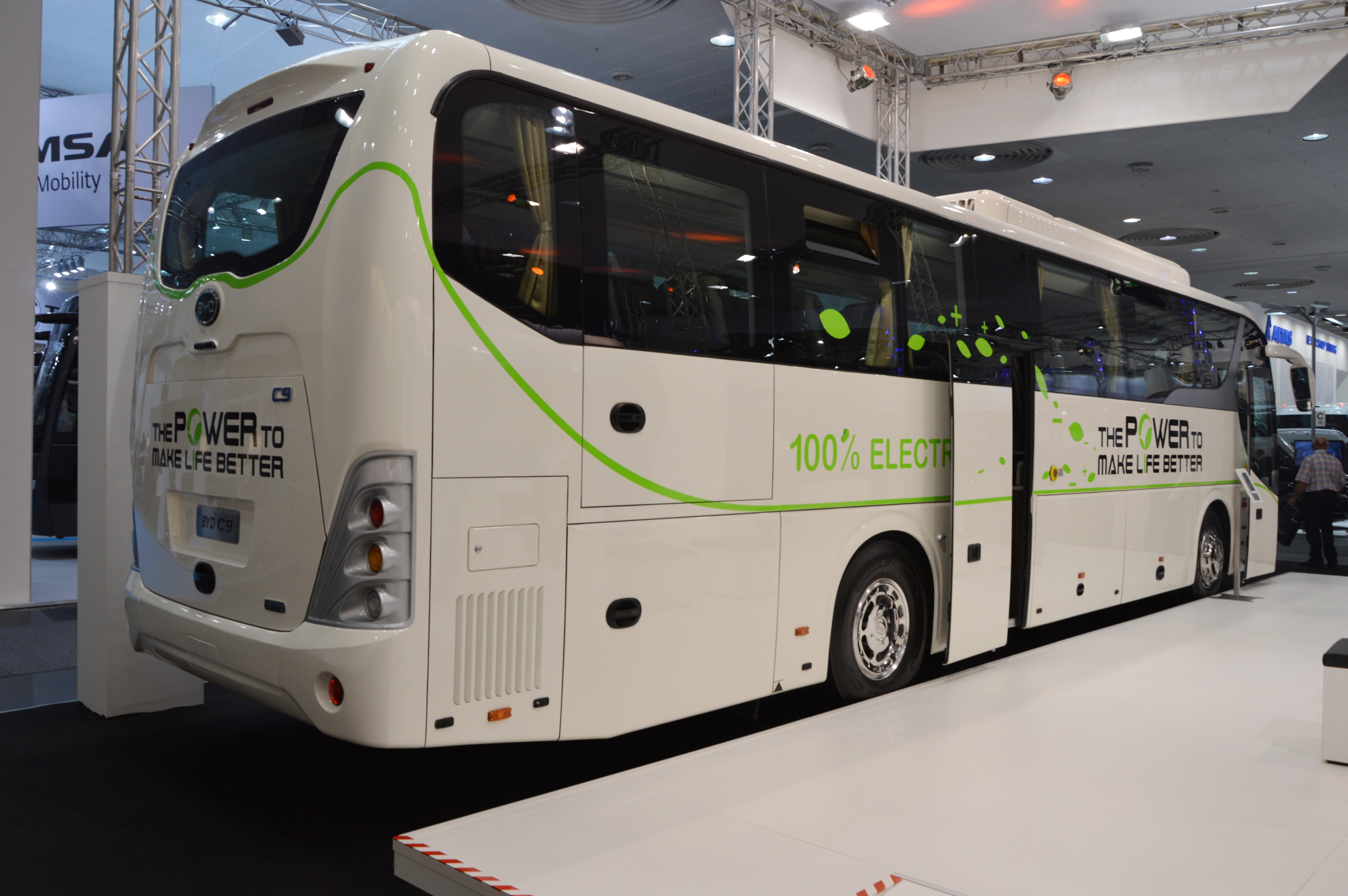
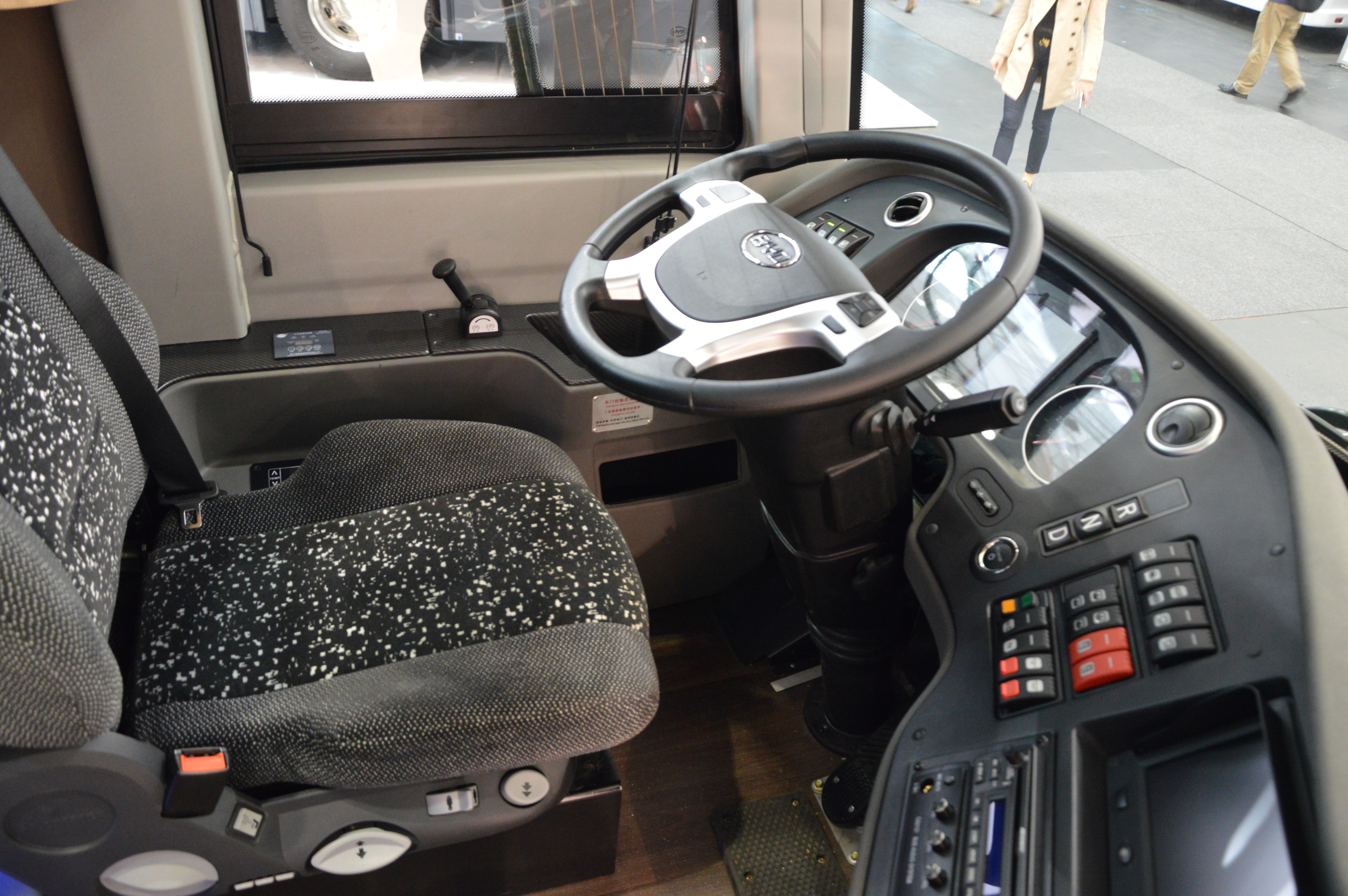